# Universiteit van Constantinopel

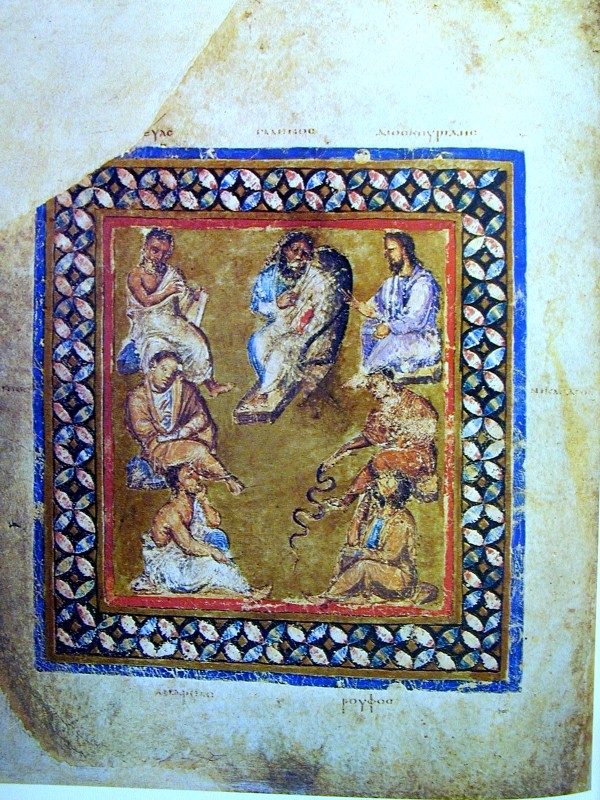
De voorkant van de Weense Dioskurides, waarop zeven beroemde artsen te zien zijn.

De Universiteit van Constantinopel (Grieks: Πανδιδακτήριον / Pandidakterion) was officieel gesticht door de  Romeinse keizer Theodosius II in 425 en hij en zijn opvolgers zorgden voor financiële ondersteuning. Volgens enkele historici was dit dus al sinds 425 een vroege vorm van de moderne universiteit die gevestigd was in het Byzantijnse Constantinopel. Deze was hierdoor al meer dan 600 jaar oud toen in Italië de eerste middeleeuwse universiteit in 1088 in Bologna werd gesticht. De universiteit van Constantinopel had geen duidelijke institutionele structuur en was meer een plaats van hoger onderwijs. Volgens andere historici was daarom de  'universiteit' van Constantinopel meer een voortzetting van de hellenistische filosofenscholen. Vanwege de zware plunderingen na de val van Constantinopel is er weinig overgebleven van de oorspronkelijke universiteit.

## Connectie met Alexandrië
Volgens enkele vage verhalen van middeleeuwse Griekse chroniqueurs zou in deze universiteit en bijbehorende Keizerlijke Bibliotheek van Constantinopel een aanzienlijk deel van de Bibliotheek van Alexandrië bewaard zijn gebleven. Toen Byzantium tijdens de regering van Constantijn de Grote onder de naam Constantinopel de nieuwe hoofdstad van het Romeinse Rijk werd zou de, toen al sterk in verval zijnde, Alexandrijnse bibliotheek 'gestript' zijn van waardevolle manuscripten om zo de nieuwe hoofdstad een intellectueel imago te geven.

## Invloed van de Byzantijnse wetenschap
Gedurende de late oudheid en opvolgende middeleeuwen waren er naast Constantinopel ook in andere grotere Byzantijnse metropolen leerscholen. Zo was er in Trebizonde een bekende leerschool voor belangstellenden in astronomie en wiskunde; geneeskunde trok echter de aandacht van de meeste geleerden.  De geschriften uit de klassieke oudheid werden in Byzantium constant bestudeerd en van commentaar voorzien. 
Dat is ook de reden dat de Byzantijnse wetenschap gedurende haar hele bestaan nauw verbonden was met de klassieke filosofie en metafysica. Hoewel de Byzantijnen een enkele keer een belangrijke doorbraak behaalden in de wetenschap of meer praktische disciplines als de architectuur (bv. de constructie van de Hagia Sophia en ook de ontwikkeling en de toepassing van het zogenaamde Grieks vuur, een soort middeleeuwse vlammenwerper), wisten Byzantijnse geleerden na de zesde eeuw maar weinig nieuwe ontdekkingen te doen in termen van het ontwikkelen van nieuwe theorieën of het uitbreiden van de ideeën van klassieke auteurs. Niettemin waren de Byzantijnse geleerden invloedrijk in de regio van de Balkan en Oost-Europa en stimuleerden het geestelijke, artistieke en intellectuele leven daar wat nog altijd zichtbaar is in de cultuur van de regio. Bijvoorbeeld het Cyrillische alfabet dat in veel Slavische landen gebruikt wordt, werd door Byzantijnse geleerden ontwikkeld.
In het rechtswezen waren het de hervormingen van Justinianus I die een duidelijk effect hadden op de rechtsgeleerdheid (zie Codex Justinianus), vooral ook in het Westen, en de Ecloga, een handboek voor rechtsgeleerden van keizer Leo III, beïnvloedde het ontstaan van rechtsinstituten in de Slavische wereld. In de laatste eeuwen van het rijk waren het Byzantijnse geleerden die, persoonlijk en via geschriften, oud Griekse grammaticale en literaire studies naar Italië brachten wat een belangrijke stimulans voor de opkomende renaissance was.

## Einde
In de 15de eeuw kwam er een einde aan de universiteit toen Constantinopel viel na het beleg door de Ottomanen. Met de val van Constantinopel (1453) werd de universiteit zwaar geplunderd en hebben een groot aantal Griekse geleerden moeten vluchten. Een deel van de boeken hebben ze me kunnen nemen, terwijl een groot deel van de achtergebleven boeken zijn vernietigd of kwijtgeraakt. De nieuwe heerser sultan Mehmet II stichtte echter al snel een nieuwe nieuwe universiteit en omdat veel Griekse leraren en medewerkers van de oude universiteit hier opnieuw emplooi vonden beschouwen velen dit als een voortzetting van de oude Griekse universiteit.